# Piriqueta guianensis
Piriqueta guianensis är en passionsblomsväxtart. Piriqueta guianensis ingår i släktet Piriqueta och familjen passionsblomsväxter.

## Underarter
Arten delas in i följande underarter:
- P. g. elongata
- P. g. guianensis